# Geraci Siculo
Geraci Siculo es una localidad italiana de la provincia de  Palermo, región de Sicilia, con 1.956 habitantes.

Ubicación de la ciudad de Geraci Siculo dentro de la provincia de Palermo.

## Evolución demográfica
| Gráfica de evolución demográfica de Geraci Siculo entre 1861 y 2001 |
|                                                                     |
| Fuente ISTAT - Elaboración gráfica por parte de Wikipedia           |